# Fusconaia escambia
Fusconaia escambia és una espècie de mol·lusc bivalve pertanyent a la família Unionidae. Viu a l'aigua dolça. i es troba als Estats Units: Alabama i Florida.